# Alguérois

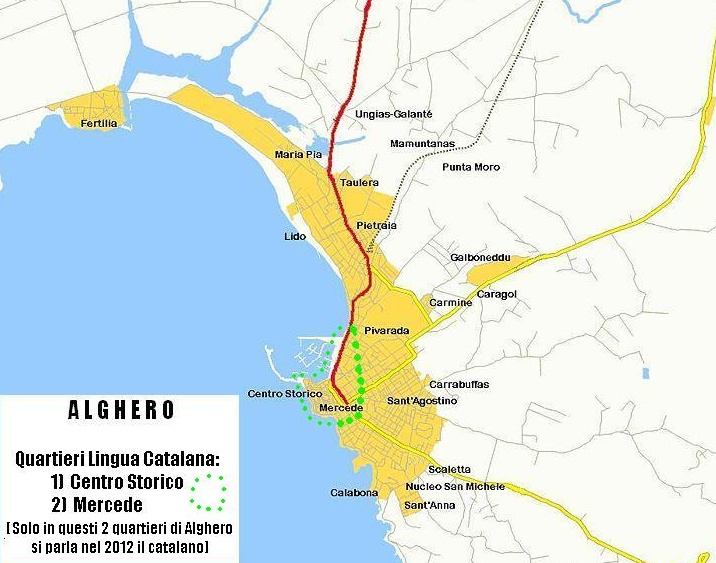
Situation de l'Alguer en Alghero

 (mai 2025).
Si vous disposez d'ouvrages ou d'articles de référence ou si vous connaissez des sites web de qualité traitant du thème abordé ici, merci de compléter l'article en donnant les références utiles à sa vérifiabilité et en les liant à la section « Notes et références ».
L'alguérois (alguerès) est une variante du catalan parlée dans la ville d'Alghero (catalan : L'Alguer), dans le nord-ouest de l'île de Sardaigne.
Ce dialecte est reconnu comme langue minoritaire par l'Italie et la région autonome de Sardaigne. Il est ainsi utilisé dans la signalisation toponymique du centre historique de la ville, affichée en double forme bilingue.

## Histoire

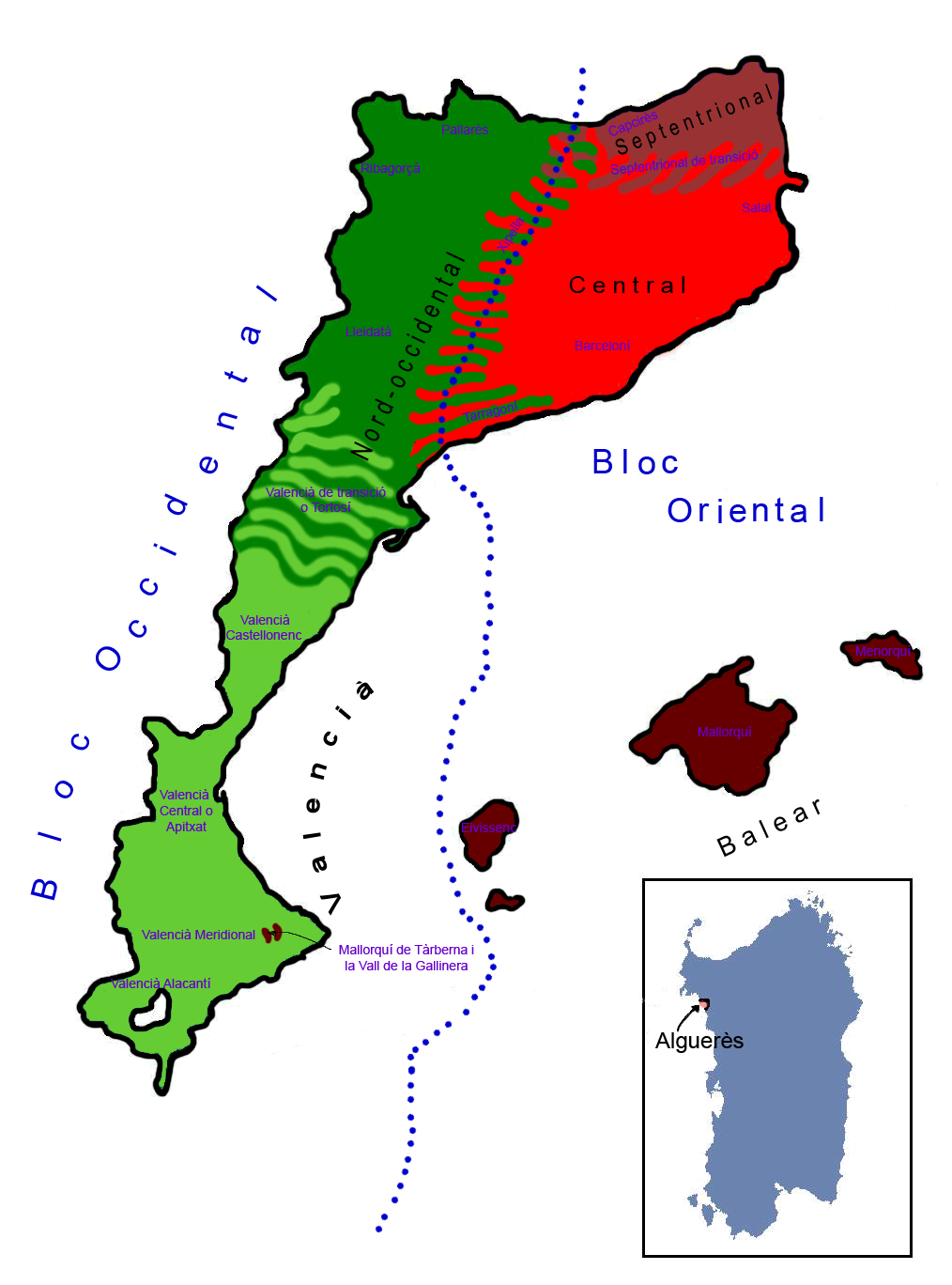
L'alguérois et les dialectes du catalan.

Situation de la ville d'Alghero en Sardaigne.

La ville d'Alghero était, au XIVe siècle, un des rares ports fortifiés de Sardaigne. La couronne d'Aragon, après plusieurs révoltes sanglantes, prit la décision en 1372 d'expulser la population sarde de la ville et de la remplacer par une garnison de soldats recrutés à Barcelone, accompagnés de leurs familles. Le catalan fut remplacé par le castillan comme langue administrative après la guerre de Succession d'Espagne au début du XVIIIe siècle, puis par l'italien après le Risorgimento. 
Durant les années 1990 et selon les enquêtes environ 65 % de la population d'Alghero comprenait le catalan alguérois et environ 30 % le parlait. 50 % des habitants de l'Alguer comprenaient aussi les deux dialectes sardes du nord-ouest que sont le logudorais et le sassarois (de transition entre le sarde et le corse) [réf. souhaitée].
Une enquête de 2004 de la Généralité de Catalogne estime que 22,4 % de la population a l'alguérois pour langue maternelle, le pourcentage de personnes ayant des notions de la langue étant d'environ 90 % .

## Phonétique
Par rapport au catalan, l'alguérois procède notamment par métathèse : on trouve ainsi probe au lieu de pobre (pauvre) . Le rhotacisme (transformation d'un phonème en un /r/) est également un trait phonétique de l'alguérois : vida devient ainsi vira (vie).

## Lexique
L'alguérois appartient au groupe de dialectes catalans orientaux et a subi de nombreuses influences sardes, castillanes et italiennes. La langue a conservé des formes archaïques, conséquences de son isolement géographique du reste de l'aire linguistique catalane : on trouve par exemple gonella pour faldilla (« jupe »).